# Scienza in rete
Scienza in rete è un giornale on-line italiano per la diffusione dell’informazione e della cultura scientifica rivolto a ricercatori, a giornalisti e al grande pubblico, interessati a discutere intorno ai temi culturali, sociali, politici ed economici che coinvolgono la scienza. Gli articoli sono scritti prevalentemente da ricercatori e scienziati.

## Storia
La rivista è stata pubblicata on line a gennaio 2009, ed è testata giornalistica registrata da maggio 2011. A partire dal 2013 esiste una versione in lingua inglese per diffondere la ricerca italiana in Europa.
È stata fondata nel 2009 dal Gruppo 2003, associazione che si propone di promuovere e favorire lo sviluppo della ricerca e della cultura scientifica in Italia, a cui possono aderire ricercatori che compaiono nelle liste dell'Institute for Scientific Information.
È diretta dal 2014 da Luca Carra; in precedenza il direttore era Roberto Satolli e Pietro Greco condirettore dal 2009 al 2018.